# 都通停留場
都通停留場（みやこどおりていりゅうじょう）は、鹿児島県鹿児島市中央町にある鹿児島市電唐湊線の停留場。使用する系統は鹿児島市電2系統のみである。

## 歴史
- 1950年（昭和25年）10月1日：鹿児島市交通課（現・鹿児島市交通局）により設置される。

## 構造
- 相対式2線2面のホーム 。地上駅。
- 両のりばとも車椅子及び電動車椅子の使用はホーム幅が規定に足りないため不可。
- 無人駅で、乗車券などの販売は行っていない。

### のりば
- 2系統 - 郡元方面
- 2系統 - 鹿児島中央駅前、天文館、鹿児島駅前方面

## 利用状況
| 年度   | 1日平均 乗降人員 |
| ------ | ---------------- |
| 2011年 | 952              |
| 2012年 | 912              |
| 2013年 | 877              |
| 2014年 | 853              |
| 2015年 | 868              |

## バス路線
- 南国交通 - 都通り停留所
- 鹿児島交通 - 都通りバス停

## 周辺
- 鹿児島市立中洲小学校
- 鹿児島県立甲南高等学校
- 南国センタービル
- アエールタワー（23番街区再開発ビル）
- もち吉鹿児島店
- アートネーチャー鹿児島店
- 東横イン鹿児島中央駅前東口
- 南日本銀行中央駅前ビル
- ビジネスホテルすずや

## 隣の停留場
鹿児島市交通局
鹿児島市電2系統
鹿児島中央駅前停留場 - 都通停留場 - 中洲通停留場